# 金石文
金石文（きんせきぶん）は、金属や石などに記された文字資料のこと。紙、布などに筆で書かれた文字に対し、刀剣、銅鏡、青銅器、仏像、石碑、墓碑などに刻出・鋳出・象嵌などの方法で表された文字を指す。土器や甲骨などの類に刻まれたものを含む場合もある。
ここでは主として記念性、永遠性を持った碑文、銘文などについて述べる。ここでは、碑文（ひぶん）は石碑に記した文、銘文（めいぶん）はそれ以外の金石に記した文と考えて用いる。

## 概要
中国では、ある事件や人物の記録を後世に残すために記した文を「銘」といい、やがて春秋戦国時代の石鼓文、秦・漢時代以降には始皇七刻石をはじめとして、銘を刻んで「碑」を建てるようになった。このように碑文・銘文は、堅牢な金属や石に記されたのである。したがって碑文・銘文は一定の様式を持ち、また、さまざまな技巧が凝らされた。

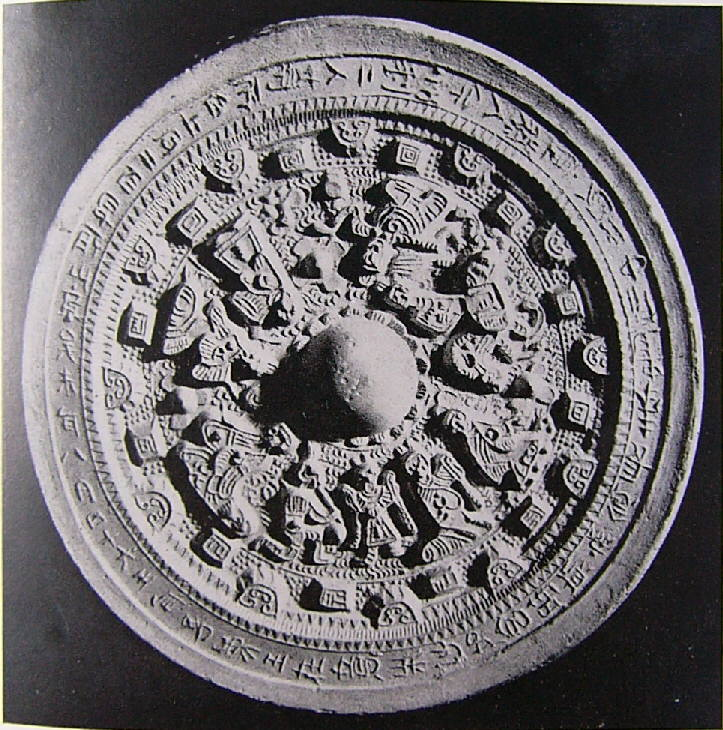
人物画像鏡

日本では、古くは、福岡県福岡市の志賀島から出土した「漢委奴国王」（漢の倭の奴の国王）の金印、奈良県天理市石上神宮に伝わる七支刀など、中国や朝鮮半島の国から贈与、献上または下賜された遺品がある。また、日本で製作されたものとして、和歌山県橋本市隅田八幡神社所蔵の人物画像鏡（東京国立博物館に寄託）、千葉県市原市の稲荷台1号古墳出土の鉄剣の銀象嵌銘、埼玉県稲荷山古墳出土鉄剣の金象嵌銘、熊本県江田船山古墳出土の銀象嵌銘大刀の銀象嵌銘などが知られている。
日本に所在する古碑としては、日本三古碑と呼ばれる上野国（群馬県）多胡碑、下野国（栃木県）那須国造碑、陸奥国（宮城県）多賀城碑が特に著名である。
上記以外の金石文には、碑、墓誌銘、造像銘、鐘銘、器物銘などがある。
世界的にはダレイオス1世が自己の業績を記したベヒストゥン碑文やプトレマイオス5世の徳を讃えたロゼッタ・ストーン、ダルマを統治理念としたアショーカ王の石柱碑・磨崖碑、中国唐代の大秦景教流行中国碑(西安碑林博物館所蔵)、唐と吐蕃とが国境を定めた唐蕃会盟碑などが著名である。
多くが時代の闇の彼方に姿を消すものの、金属や石などの剛健な物に記されていることから、発掘されることにより当時の出来事を鮮明に伝えるものとなる。歴史考古学的に、また言語学的に非常に重要な資料となる。

## 造像銘
像を造る際、製作者の名前や製作年度、由来などを記した銘文。東洋では主に仏像を造る際に記された。
中国では南北朝時代の北魏代、「龍門石窟」と呼ばれる洞窟に彫られた磨崖仏に記されたものが有名で、うち秀逸なもの20点が「龍門二十品」として選ばれ、六朝楷書の書蹟として知られる。
日本では飛鳥時代から行われ、法隆寺金堂の釈迦三尊像造像銘や薬師如来像造像銘など多くの遺品が知られる。

## 墓碑・墓誌銘
故人を顕彰するため、墓のそばに姓名・生前の業績・記念文を記して建てたもの。一般的に墓域内に「墓碑」として建てるのが普通であるが、中国では一時期建碑が禁じられたことがあったため、碑を石板に変えて棺のそばに埋めた。この場合は「墓誌」と称する。
中国では南北朝時代から隋代にかけて爆発的に流行し、当時の書道の実態を語る史料として大量に出土している。墓碑では「高貞碑」、墓誌では「刁遵墓誌」「張黒女墓誌」などが著名で、六朝楷書の書蹟として知られる。
また西安市（かつての長安）の工事現場で2004年に見つかった日本出身で唐に仕えた井真成の墓誌、大韓民国忠清南道公州市（かつての熊津）の宋山里古墳群百済で1971年に見つかった武寧王の墓誌なども知られる。
日本古代の墓誌の埋納は7世紀末～8世紀末まで行われ、最盛期は8世紀前半である。銘文を残存しているものは18点ある。
| 画像 | 埋葬者             | 年紀                 | 字数          | 出土地               | 文化財指定             | 文化財指定     | 保管施設                           | 文化庁     |
| 画像 | 埋葬者             | 年紀                 | 字数          | 出土地               | 名称                   | 区分           | 保管施設                           | 文化庁     |
| ---- | ------------------ | -------------------- | ------------- | -------------------- | ---------------------- | -------------- | ---------------------------------- | ---------- |
| 複製 | 船王後             | 戊辰年（668年）      | 162字（両面） | 大阪府柏原市         | 銅製船氏王後墓誌       | 国宝           | 三井記念美術館（個人所有）         |            |
|      | 小野毛人           | 丁丑年（677年）      | 48字（両面）  | 京都府京都市         | 金銅小野毛人墓誌       | 国宝           | 京都国立博物館（崇道神社所有）     |            |
|      | 文禰麻呂           | 慶雲4年（707年）     | 34字（片面）  | 奈良県宇陀市         | 文祢麻呂墓出土品       | 国宝           | 東京国立博物館                     |            |
|      | 威奈大村           | 慶雲4年（707年）     | 391字（蓋）   | 奈良県香芝市         | 金銅威奈大村骨蔵器     | 国宝           | 京都国立博物館（四天王寺所有）     |            |
| 複製 | 下道国勝・国依の母 | 和銅元年（708年）    | 47字（蓋）    | 岡山県小田郡矢掛町   | 銅壺                   | 国の重要文化財 | 圀勝寺                             |            |
|      | 伊福吉部徳足比売   | 和銅3年（710年）     | 108字（蓋）   | 鳥取県鳥取市         | 銅製伊福吉部徳足骨蔵器 | 国の重要文化財 | 東京国立博物館                     |            |
|      | 道薬               | 和銅7年（714年）     | 32字（両面）  | 奈良県天理市         | 佐井寺僧道薬墓出土品   | 国の重要文化財 | 奈良国立博物館                     |            |
|      | 太安麻呂           | 養老7年（723年）     | 41字（片面）  | 奈良県奈良市         | 太安萬侶墓誌           | 国の重要文化財 | 奈良県立橿原考古学研究所附属博物館 |            |
|      | 山代真作           | 戊辰年（728年）      | 76字（片面）  | 奈良県五條市         | 金銅山代忌寸真作墓誌   | 国の重要文化財 | 奈良国立博物館                     |            |
|      | 小治田安万侶       | 神亀6年（729年）     | 64字（片面）  | 奈良県奈良市         | 金銅小治田安万侶墓誌   | 国の重要文化財 | 東京国立博物館                     |            |
|      | 美努岡万           | 天平2年（730年）     | 173字（片面） | 奈良県生駒市         | 銅製美努岡万連墓誌     | 国の重要文化財 | 東京国立博物館                     |            |
| 拓本 | 楊貴氏             | 天平11年（739年）    | 43字（片面）  | 奈良県五條市         | （非現存）             | （非現存）     | （非現存）                         | （非現存） |
|      | 行基               | 天平21年（749年）    | 21字（身）    | 奈良県生駒市         | 銅製行基舎利瓶残片     | 重要美術品     | 奈良国立博物館                     |            |
|      | 石川年足           | 天平宝字6年（762年） | 130字（片面） | 大阪府高槻市         | 金銅石川年足墓誌       | 国宝           | 大阪歴史博物館                     |            |
|      | 宇治宿禰           | □雲2年（768年?）     | 28字（片面）  | 京都府京都市         |                        |                | 東京国立博物館                     |            |
| 複製 | 高屋枚人           | 宝亀7年（776年）     | 37字（片面）  | 大阪府南河内郡太子町 | 高屋連枚人墓誌         | 国の重要文化財 | 叡福寺                             |            |
|      | 紀吉継             | 延暦3年（784年）     | 47字（片面）  | 大阪府南河内郡太子町 | 紀吉継墓誌             | 国の重要文化財 | 妙見寺                             |            |
| -    | 日置（郡）公       | なし                 | 33字（片面）  | 熊本県玉名郡和水町   | （非現存）             | （非現存）     | （非現存）                         | （非現存） |

## 鐘銘
寺の梵鐘に寄進者名や製作年度、鐘の功徳、由来などを記した銘文。「国家安康、君臣豊楽」と銘された方広寺のそれが大坂の陣の口実となった。

## 世界遺産における位置づけ
「文化遺産」に属する。そのなかの「記念工作物」は、
建築物、記念的意義を有する彫刻及び絵画、考古学的な性質の物件及び構造物、金石文、洞穴住居並びにこれらの物件の組合せであって、歴史上、芸術上又は学術上顕著な普遍的価値を有するもの
と定義されている（世界遺産条約第一条）。
なお、世界遺産条約では文化遺産として「記念工作物」のほか、「建造物群」と「遺跡」を掲げている。

## 現代における金石文の役割
多種多様な記録媒体が発達した21世紀初頭においても、またたとえ作成の目的を純粋な情報伝達に限ったとしても、記録としての金石文の必要性が完全に失われたわけではない。情報の受け手として現代の言語が絶滅した時代の人々や地球外知的生命体を想定する場合、必要とされる保存性は紙やインクが持つ耐久性を大幅に超える。また、電子媒体への記録も（たとえ媒体を物理的に保存できたとしても）、現在の人類より科学技術に疎い文明によって適切にデコードされることはほぼ期待できない。上記の理由から、放射性廃棄物の地層処分が行われた場所など、遠未来の人類に確実に残さなければならない情報については、炭化ケイ素セラミックスのプレートに文字として刻印することが検討されている。
純粋な記録だけでなく、さまざまな事物の記念物としての側面を持つ金石文は、現代でも事あるごとに造られている。